# Liste der Biografien/Konk
Liste der Biografien |
Portal Biografien |
Personensuche
# |
A |
B |
C |
D |
E |
F |
G |
H |
I |
J |
K |
L |
M |
N |
O |
P |
Q |
R |
S |
T |
U |
V |
W |
X |
Y |
Z |
?
 
Ka |
Kb |
Kc |
Kd |
Ke |
Kf |
Kg |
Kh |
Ki |
Kj |
Kl |
Km |
Kn |
Ko |
Kp |
Kr |
Ks |
Kt |
Ku |
Kv |
Kw |
Ky |
Kx |
Kz
 
Koa |
Kob |
Koc |
Kod |
Koe |
Kof |
Kog |
Koh |
Koi |
Koj |
Kok |
Kol |
Kom |
Kon |
Koo |
Kop |
Kor |
Kos |
Kot |
Kou |
Kov |
Kow |
Kox |
Koy |
Koz
 
Kona |
Konc |
Kond |
Kone |
Konf |
Kong |
Konh |
Koni |
Konj |
Konk |
Konl |
Konm |
Konn |
Kono |
Konp |
Konr |
Kons |
Kont |
Konu |
Konv |
Konw |
Kony |
Konz
Die Liste der Biografien führt alle Personen auf, die in der deutschsprachigen Wikipedia einen Artikel haben. Dieses ist eine Teilliste mit 19 Einträgen von Personen, deren Namen mit den Buchstaben „Konk“ beginnt.

## Konk

### Konke
- Könke, Diethard (1935–2008), deutscher Bauingenieur
- Könke, Paul (1870–1930), deutscher Politiker (DDP), MdR
- Konkel, Michael (* 1969), deutscher römisch-katholischer Exeget des Alten Testaments
- Konken, Michael (* 1953), deutscher Journalist, Bundesvorsitzender des Deutschen Journalisten-Verbandes
- Konkèt, Guy (1950–2012), französischer Musiker und Songwriter

### Konki
- Konki, Elie (* 1992), französischer Boxer
- Konkichi, japanische Mangaka
- Konkina, Anna Fjodorowna (* 1947), sowjetische Radrennfahrerin

### Konkl
- Konkle, Anna (* 1987), US-amerikanische Schauspielerin
- Konkle, Tom (* 1966), US-amerikanischer Schauspieler, Synchronsprecher und Filmschaffender

### Konko
- Konko, Abdoulay (* 1984), französischer Fußballspieler
- Konkolewski, Ryszard (* 1952), polnischer Radrennfahrer
- Konkoly, István (1930–2017), ungarischer Geistlicher, römisch-katholischer Bischof von Szombathely
- Konkoly-Thege, Miklós (1842–1916), ungarischer Astronom
- Konkova, Olga (* 1969), russische Jazzpianistin
- Konkow, Anatolij (1949–2024), sowjetisch-ukrainischer Fußballspieler und -trainer
- Konkow, Sergei Alexandrowitsch (* 1982), russischer Eishockeyspieler

### Konku
- Konku, Daniel K., ghanaisch-US-amerikanischer Finanzwissenschaftler und Hochschullehrer
- Konkubine Jia, chinesische Konkubine des Han-Kaisers Ming